# Bérard II de Vayres
Pour les articles homonymes, voir Bérard.
Pour les autres membres de la famille, voir Maison d'Albret.
Bérard II de Vayres ou Bérard d'Albret, mort peu après le 24 décembre 1374, est un seigneur gascon appartenant à une branche cadette de la maison d'Albret, les Albret de Vayres. 
À la mort de son père Bérard Ier de Vayres en 1346, Bérard II est seigneur de Vayres, Blasimon, Rions, Puynormand, Gironde, Bussac et partiellement de Tiran. Il combat pendant la guerre de Cent Ans contres les armées des rois de France, en fidèle vassal de son suzerain, le roi d'Angleterre et duc d'Aquitaine Édouard III. Il meurt en 1374 sans descendance légitime, son héritage passant alors à son neveu, Bérard III de Vayres, qui réunit tout le patrimoine de cette branche des Albret.

## Biographie

### Fils aîné d'une branche cadette
Bérard II est le fils aîné de Bérard Ier de Vayres — frère cadet de Bernard Ezi V d'Albret — et de Guiraude de Gironde, qui ont huit enfants, cinq garçons et trois filles. 
Le 14 août 1345, Bérard II de Vayres, alors âgé de 26 ans au plus, épouse Brunissende de Grailly fille de Pierre II de Grailly vicomte de Benauges et de Castillon. Ce mariage est prévu depuis le 18 juillet 1336. Brunissende reçoit une dot de 10 000 livres bordelaises, montant très honorable, mais le jour du mariage Bérard Ier signe à Pierre II de Grailly une reconnaissance de dette d'un montant équivalent. On peut donc soupçonner un versement de dot fictif, ayant pour but d'éponger les dettes de Bérard Ier. Pour les Albret, ce mariage est une alliance honorable avec une famille de rang vicomtal. Il est aussi une union politique, les deux pères, Bérard Ier de Vayres et Pierre II de Grailly, étant tous deux nettement engagés dans le camp anglais.
En 1346, Bérard Ier partage ses biens entre ses enfants. Par son testament, établi le 9 janvier 1346, il donne à Bérard II, son fils aîné,  les seigneuries de Vayres, Puynormand, Marcamps, Cubzac et Sauveterre, tandis que le second, Amanieu, reçoit le lieu de Blasimon et le troisième, Arnaud, la seigneurie de Gironde, plus éventuellement, selon les héritages de leurs sœurs, Vertheuil pour Amanieu et Sémignan pour Arnaud. Le dernier fils, Bernard Ez, reçoit une rente et doit entrer dans l'ordre de l'Hôpital. Ensuite, le 2 septembre, un codicille change ces dispositions : Amanieu reçoit Cubzac et Marcamps, Arnaud doit avoir Vertheuil et Sémignan, tandis que Bernardet a la terre de Blasimon. 
En partageant ses possessions entre différents fils, la branche de Vayres de la famille d'Albret a un comportement différent de la branche aînée, où les partages sont beaucoup plus inégalitaires, en faveur du fils aîné. Les deux frères cadets de Bérard II, fondent ainsi deux branches familiales, celle de Langoiran pour Amanieu et celle de Cubzac pour Arnaud.

### Seigneur gascon
À la mort de son père entre le 2 septembre et le 20 octobre 1346, Bérard II lui succède comme seigneur de Vayres, Rions, Puynormand et Villefranche-de-Lonchat,. Il en prend officiellement possession à l'automne 1346, le 12 septembre à Puynormand, le 3 décembre à Rions, le 12 décembre à Villefranche et le 16 décembre à Vayres. Il reçoit alors les serments de fidélité des nobles et des représentants des habitants, après avoir lui-même prêté serment d'être un bon seigneur, de faire régner la justice et de respecter les coutumes. Dans ses seigneuries, il possède souvent le droit de haute et basse justice.

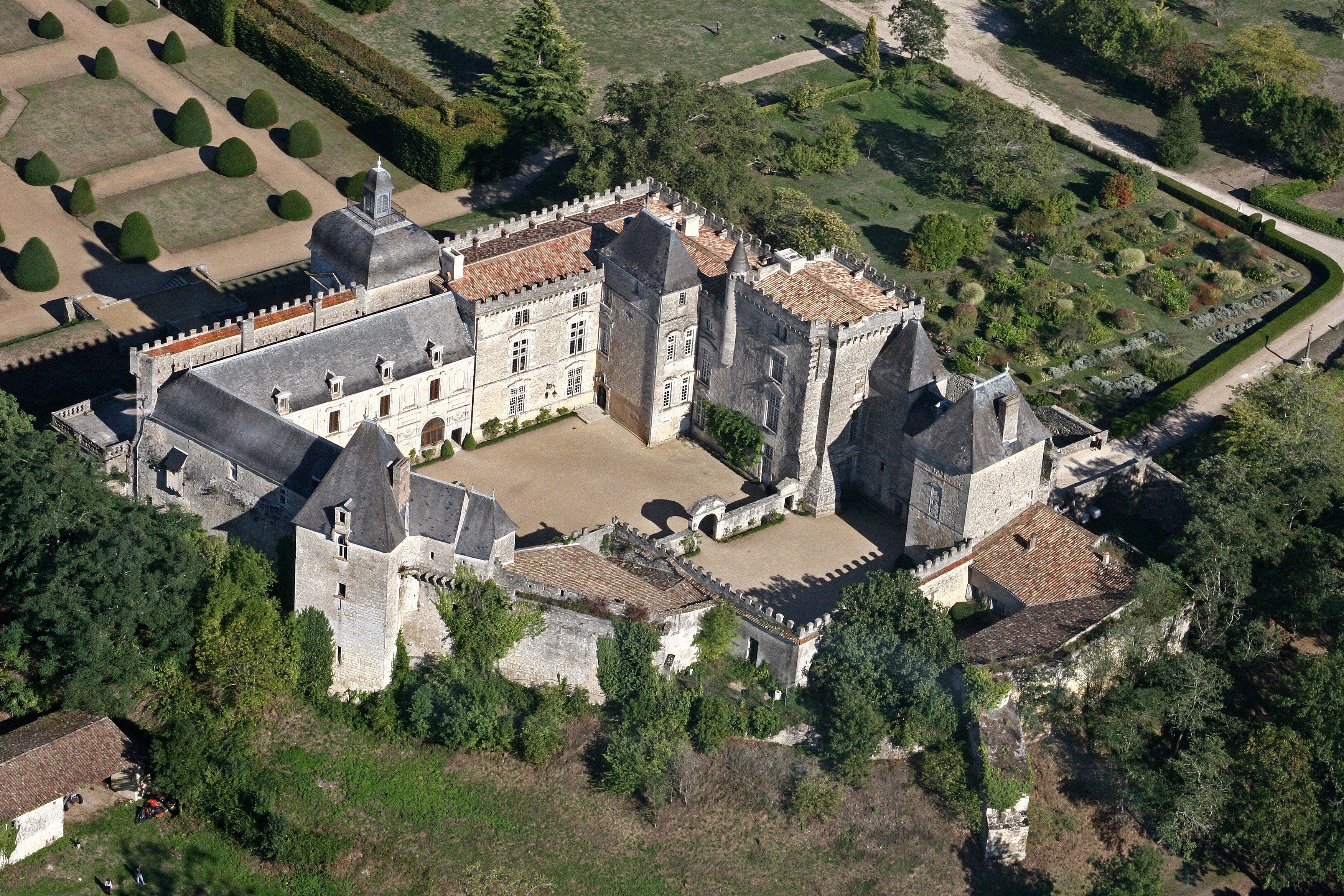
Château de Vayres.

Les domaines de Bérard II, sauf Puynormand et Villefranche-de-Lonchat, sont principalement dans l'Entre-deux-Mers du Bordelais et du Bazadais. La seigneurie de Vayres est son fief le plus important. Elle est située sur la rive gauche de la Dordogne, en aval de Libourne et en face de la seigneurie de Fronsac et s'étend sur 8 km d'est en ouest sur 3 km du nord au sud, correspondant aux actuelles communes de Vayres et d'Arveyres et en partie à celles d'Izon et de Saint-Sulpice. Ce territoire est en bonne partie constitué de marécages. Cette seigneurie a, comme beaucoup d'autres, des dépendances dans les paroisses voisines. À Vayres, Bérard II hérite d'un important château, fortement remanié par son père. La seigneurie de Vayres comprend aussi un lucratif péage sur la Dordogne, au port de Saint-Pardon dans la paroisse de Vayres. 
Bérard II est également seigneur de Gironde. Dans cette seigneurie, située sur la rive droite de la Garonne, il perçoit les revenus d'un autre péage.

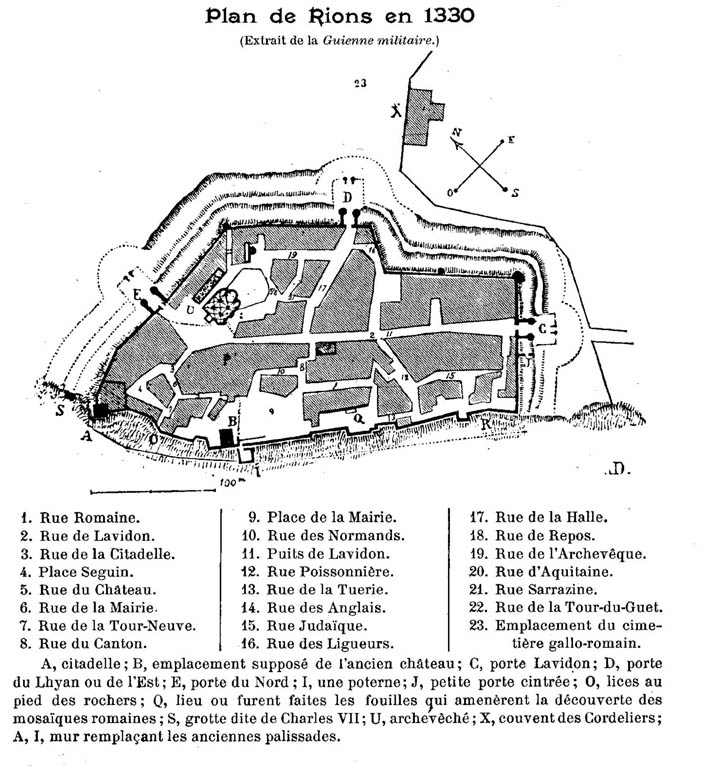
Plan de Rions en 1330, dessin de Léo Drouyn, 1860.

Bérard II hérite aussi de la seigneurie de Rions, acquise par son père. Cette seigneurie, dont les revenus sont importants, s'étend, au-delà de Rions même, sur les paroisses environnantes. La ville de Rions est alors protégée au sud-ouest par un abrupt rocheux et sur les autres côtés par un système de fortifications. Quelques années plus tard, le frère de Bérard II, Amanieu, met la main, par son mariage, sur la seigneurie de Podensac qui lui fait face sur la Garonne et sur la seigneurie de Langoiran en aval. L'ensemble constitue un alors un bloc Albret.

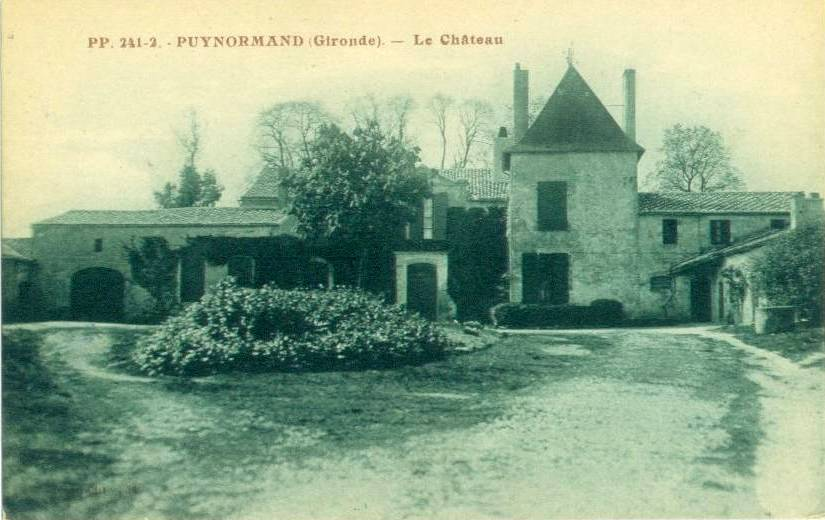
Cour intérieure du château de Puynormand, carte postale du début du XXe siècle.

L'héritage paternel comprend aussi les deux seigneuries de Puynormand et de Villefranche-de-Lonchat. Cette double seigneurie forme le plus vaste territoire possédé par les Albret de Vayres, large de 27 km d'ouest en est sur environ 10 à 12 km du nord au sud et s'étendant sur 22 paroisses. Elle est alors dominée par un château situé à Puynormand, qui a disparu.
Bérard II est également seigneur de Blasimon,. Cette seigneurie, sur la rivière Gamage, semble assez petite, s'étendant seulement sur une partie de la paroisse de Blasimon et sur la paroisse voisine de Toudenac. Le bourg  et le château sont construits sur un promontoire qui domine la rivière et un de ses affluents. On ne sait pas ce qu'il advint de son frère le plus jeune, Bernardet, qui devait en 1346 avoir la possession de cette seigneurie, mais vers 1360, son possesseur est bien Bérard II.
Bérard II tente de faire valoir ses droits sur les seigneuries de Bussac et de Tiran, cédées en 1345 par leur titulaire, Jeanne de Caupenne, dans son testament, à Bérard Ier de Vayres. Il obtient gain de cause par une sentence de l'official de Bordeaux du 7 août 1352, mais est ensuite en conflit avec un autre prétendant à cet héritage, Arnaud Loup de Luxe, fils de Jeanne de Caupenne, et doit finalement transiger. Le 7 mai 1356, Bérard II est en possession de la seigneurie de Bussac et des trois quarts de celle de Tiran, puisqu'il afferme ses droits sur ces seigneuries à son oncle Bernard Ezi V d'Albret. La seigneurie de Tiran correspond à deux mottes, encore visibles au XIXe siècle, à Saint-Médard-en-Jalles. La seigneurie de Bussac est à un kilomètre de Tiran, en aval, sur la paroisse d'Eysines. Ces deux seigneuries ont des dépendances.
Le 4 mai 1361, Bérard II reçoit de son cousin Arnaud-Amanieu d'Albret tous les biens que ce dernier possède à Castets-en-Dorthe, achetés auparavant par son père Bernard Ezi V. Leur énumération montre qu'il ne s'agit que de biens fonciers, sans château ni droit de justice. Les Albret ne sont donc pas seigneurs de ce lieu, mais les revenus qu'ils en tirent sont confortables.
Bérard II est toutefois un seigneur très endetté. Il hérite de son père une situation financière difficile et semble l'avoir aggravée. En juillet 1348, il est arrêté pour dettes à Londres, avec son frère Amanieu de Langoiran. Ils s'en sortent grâce à l'intervention du procureur du sire d'Albret. On le voit plus tard, en 1353, s'endetter pour régler des dettes préalables et en 1356 affermer les seigneuries de Bussac et de Tiran pour tenter de régler ses problèmes financiers.

### Vassal fidèle
Bérard II, comme son père et ses frères, est résolument engagé dans la guerre de Cent Ans, au service de leur suzerain le roi d'Angleterre et duc d'Aquitaine Édouard III, contre les rois de France. En 1352, il exerce les fonctions de capitaine de Libourne et participe , avec ses cousins d'Albret et son frère Amanieu de Langoiran à une expédition armée en Périgord. L'année suivante, il tient garnison à Puynormand puis guerroie en Agenais. Bérard a néanmoins un différend avec le roi Édouard III. Il réclame la restitution de la place de Sauveterre, dont son père était seigneur, mais, comme des conflits avaient opposé les habitants de Sauveterre et Bérard Ier, Édouard III lui propose plutôt, le 20 mai 1354, d'en percevoir les revenus sans l'administrer. Mais Bérard II réclame, en échange de Sauveterre, la prévôté de Barsac, quand elle serait recouvrée par son seigneur. Le roi y consent le 20 juillet 1354. Toutefois, le provisoire perdure, puisque presque dix ans après, en 1363, Bérard II perçoit encore, avec difficulté, les revenus de Sauveterre.
En décembre 1355, Bérard II rejoint le Prince noir à Libourne, où celui-ci prend ses quartiers d'hier après sa chevauchée. En 1356, il n'accompagne le Prince noir dans sa nouvelle chevauchée que jusqu'à Bergerac parce que celui-ci le laisse dans cette ville, pour empêcher une éventuelle attaque du comte d'Armagnac. En 1362, il accompagne son cousin Arnaud-Amanieu d'Albret dans la guerre et combat à la bataille de Launac dans le camp de Jean Ier d'Armagnac contre Gaston Fébus, comme les autres membres de la famille d'Albret. Fait prisonnier, il doit verser une rançon,.
En 1366, le roi-duc Édouard III révoque le don fait à Bérard Ier de Vayres et à ses descendants des seigneuries de Puynormand et de Villefranche-de-Lonchat, privant ainsi Bérard II de ces seigneuries. En 1369, le Prince noir ordonne qu'on lui rende ces seigneuries, mais la confiscation de 1366 n'est finalement annulée qu'en 1373. Pendant ce temps, Bérard II reste fidèle au camp anglais, dans lequel il combat.
Bérard II rédige son testament le 24 décembre 1374, et meurt peu de temps après. Il est âgé d'au plus 55 ans. Comme il meurt sans descendance légitime, son héritage passe à son neveu, Bérard III, fils d'Amanieu de Langoiran,,.

### Descendance
Bérard II de Vayres et Brunissende n'ont pas d'enfant. Toutefois, Bérard II a probablement un fils bâtard, Bertucat d'Albret, né vers 1335 en Bordelais,,. Selon l'hypothèse traditionnelle suivie notamment par Jean Bernard Marquette, Bertucat est le fils naturel de Bernard Ezi V d'Albret. Toutefois, Nicolas Savy, suivi entre autres par Jean-Marie Moeglin, a démontré que Bertucat est plutôt le fils de Bérard II de Vayres,. Si sa filiation naturelle prive Bertucat de tout héritage seigneurial, elle lui permet de se servir de ses liens familiaux dans sa carrière militaire.